# 베를린 리히터펠데 쥐트역
베를린 리히터펠데 쥐트역(Bahnhof Berlin-Lichterfelde Süd)은 베를린 슈테글리츠첼렌도르프구 리히터펠데에 있는 철도역이다. 1943년부터 1951년까지, 1961년부터 1984년까지, 1998년부터 2005년까지는 안할트 근교선 운행 계통의 종착역으로 기능하기도 했다. 1951년부터 1961년까지는 남쪽에 있었던 텔토로 열차가 운행했고, 1984년부터 1998년까지는 열차가 운행하지 않았다. 이전 역인 오스도르퍼 슈트라세역과 더불어 테르모메터지들룽(Thermometersiedlung) 주택 지구의 철도 교통을 담당하고 있다.

## 역사
리히터펠데 지역에 철도가 개통된 이후에도 기센스도르프(현재의 리히터펠데 남부) 지역의 개발까지는 시간이 걸렸다. 1980년대 초반에 안할트선 철도를 따라서 택지 지구가 개발되었다. 기센스도르프 지역에서 부동산을 매입한 폴크스바우게젤샤프트(Volksbau-Gesellschaft)에서는 1893년부터 택지 지구 개발과 철도 정차역 설치를 추진했다. 원래 계획으로는 리히터펠데 방면 근교선 열차를 연장하는 것이었지만 일부 장거리 열차만 정차하는 것으로 축소되었다. 1878년에 기센스도르프와 리히터펠데가 그로스리히터펠데로 통합되면서 철도역 명칭은 그로스리히터펠데 쥐트(Groß-Lichterfelde Süd)역으로 결정되었다. 근교선 노선은 1901년에 건설되어 1903년에 그로스리히터펠데 오스트역까지만 전철화되었다. 따라서 그로스리히터펠데 쥐트역은 상대식 승강장 2면이 설치된 장거리 열차역으로 남았다.
1920년 대베를린 시행에 따라서 새로운 베를린 시역이 이 역 인근까지 확대되었고, 1925년에 리히터펠데 쥐트역으로 개칭되었다. 이 역까지는 장거리 열차 운임이 적용되었기 때문에 근처의 리히터펠데 오스트역에 비해서 더 비싼 값을 치러야 했다. 1938년이 되어서야 베를린 근교선 운임이 적용되었고, 대베를린 시행 당시 편입된 지역에서는 가장 늦었다.
나치 시기에는 세계수도 게르마니아 계획에 따라서 근교선을 리히터펠데 쥐트, 텔토를 경유하여 트레빈까지 연장할 예정이 있었으며, 리히터펠데 쥐트역에서 슈탄스도르프 방면으로 신규 노선을 건설하고 반제-슈탄스도르프간 기존 노선에 연결할 예정이었다. 이를 위해서 1942년부터 1943년까지 역이 개축되어 S반 승강장이 쌍섬식 승강장으로 확대되었고, 장거리선 승강장 정차 열차는 폐지되었다. 1943년 8월 9일에 리히터펠데 오스트-리히터펠데 쥐트 구간의 S반 운행이 시작되었다. 운행 초기에는 서쪽의 A 승강장만 사용되었고, 이 승강장 남쪽으로 인상선 2선이 있었다. 리히터펠데 쥐트역에서 루트비히스펠데역까지 증기 기관차 견인 열차도 운행했다.
제2차 세계 대전이 종전하면서 서베를린의 열차 운행 통제에 따라서 장거리선 열차 운행은 대폭 축소되었다. 이로 인하여 비는 선로 용량을 대체하기 위해서 텔토 방면의 S반 운행을 대신 확대했다. 1951년 6월 7일에는 텔토 방면 S반 노선 2.6 km가 개통했다. 이 역에서 장거리 열차선으로 진입하여 텔토 방면으로는 단선으로 운행했다.
베를린 장벽 건설로 인하여 1961년 8월 13일부터는 안할트 근교선의 종착역이 되었고 텔토 방면 열차 운행도 중단되었다. 장벽 건설 이후에도 텔토역에 있었던 S반 열차의 회송을 위해서 단 한 번 열차가 운행한 적이 있었다. 장벽 건설 이후에는 S반 이용객이 대폭 감소했고, 역에도 매표소 직원이 철수하여 S반 승차권 구입도 근처 신호소에서 담당했다. 1980년 서베를린 S반 파업 당시에도 운행이 유지되었으나, BVG에서 영업권을 양도받은 후 1984년 1월 9일부터 S반 운행이 중단되었다. 철도 시설물은 사용되지 않은 상태로 유지되었으며, 승강장에 있었던 운행 통제실은 클럽으로 사용되었다.
독일의 재통일 이후 S반 운행이 복원되기 시작했다. 1995년과 1998년에 프리스터베크-리히터펠데 쥐트 구간 운행이 두 단계에 걸쳐서 복구되었다. 리히터펠데 쥐트역은 재개통 1년 전인 1997년부터 복구 공사가 시작되었다. 과거의 B 승강장은 철거되었고 그 자리에 새로운 섬식 승강장이 건축되었다. A 승강장은 별도의 공사 없이 방치되었다가 2021년 초에 철거되었다. 1998년 9월 28일에 열차 운행이 재개되었다. 2005년 2월 24일에는 텔토 슈타트역까지 노선이 연장되었다.

## 인접 정차역
베를린 버스 M85, 186, 264번과 환승할 수 있다.
| 베를린 S반                              | 베를린 S반 | 베를린 S반       |
| --------------------------------------- | ---------- | ---------------- |
| 오스도르퍼 슈트라세 헤니히스도르프 방면 | S25        | 텔토 슈타트 방면 |
| 오스도르퍼 슈트라세 블랑켄부르크 방면   | S26        | 텔토 슈타트 방면 |